# 仙台臨海鉄道仙台西港線
仙台西港線（せんだいにしこうせん）は、宮城県仙台市宮城野区の仙台港駅から同区の仙台西港駅までを結ぶ仙台臨海鉄道の鉄道路線である。

## 路線データ
- 管轄（事業種別）：仙台臨海鉄道（第一種鉄道事業者）
- 路線距離（営業キロ）：仙台港駅 - 仙台西港駅 間 2.5km
- 軌間：1067mm
- 駅数：2駅（起終点駅を含む）
- 複線区間：なし（全線単線）
- 電化区間：なし（全線非電化）
- 閉塞方式：スタフ閉塞式
- 最高速度：35km/h[1]

東北で唯一、信号機つき踏切がある。

## 運行形態
2008年3月15日改正時点で、コンテナ専用貨物列車3往復、コンテナ臨時専用貨物1往復が設定されている。

## 歴史
- 1983年（昭和58年）4月1日 -  開業。
- 1987年（昭和62年）7月18日 - 9月23日 - 「'87未来の東北博覧会」の観客輸送のため、仙台駅 - （臨）東北博覧会前駅間で臨時旅客列車を運転。また、SL列車「SL東北100年号」を同区間で8月2日までと9月12日 - 23日に運転[2]。
- 1989年（平成元年）6月 - コンテナ貨物輸送を開始。
- 1997年（平成9年）7月19日 - 9月30日 - 「国際ゆめ交流博覧会」の観客輸送のため、仙台駅 - （臨）ゆめ交流博前駅間で臨時旅客列車を運転したが、1987年の時とは異なり、JR東日本の第二種鉄道事業区間となった。

## 駅一覧
括弧内は起点からの営業キロ。
仙台港駅 (0.0km) - （臨）東北博覧会前駅 (2.2km) - 仙台西港駅 (2.5km)
なお、東北博覧会前駅と同一箇所にあった「ゆめ交流博前駅」はJR東日本の第二種鉄道事業区間であったため、仙台臨海鉄道の駅には含まない。

## 接続路線
- 仙台港駅：仙台臨海鉄道臨海本線・仙台埠頭線